# Уам-Пенде
Уа̀м-Пендѐ (на френски: Ouham-Pendé) е една от 14-те административни префектури на Централноафриканската република. Разположена е в северозападната част на страната и граничи с Чад и Камерун. Площта на префектурата е 32 100 км², а населението е около 325 000 души (2003). Гъстотата на населението в Уам-Пенде е около 10 души/км². Столица на префектурата е град Бозум.
1. ↑  www.statoids.com
2. ↑  www.stat-centrafrique.com